# جایزه بزرگ موناکو ۱۹۶۰
جایزه بزرگ موناکو ۱۹۶۰ (انگلیسی: ‎1960 Monaco Grand Prix‎) یک مسابقهٔ موتوری در رشتهٔ اتومبیل‌رانی فرمول یک بود که در تاریخ ۲۹ مهٔ ۱۹۶۰ در پیست موناکو واقع در مونت‌کارلو، موناکو برگزار شد. این گراند پری در میان ۱۰ گراند پری در فصل ۱۹۶۰، مسابقهٔ شمارهٔ ۲ بود.
در این مسابقه که در ۱۰۰ دور و به مسافت ۳۱۴٫۵۰۰ کیلومتر (۱۹۵٫۴۲۱ مایل) برگزار شد، پول پوزیشن توسط استیرلینگ ماس کسب شد و سریع‌ترین زمان برای طی یک دور پیست که برابر با ۱:۳۶٫۲ بود نیز توسط بروس مک‌لارن به ثبت رسید.
استیرلینگ ماس از تیم لوتوس-کلیمکس، بروس مک‌لارن از تیم کوپر-کلیمکس و فیل هیل از تیم فراری به‌ترتیب مقام‌های اول تا سوم مسابقه را کسب کردند.

## رده‌بندی قهرمانی پس از مسابقه
|       | جایگاه | راننده          | امتیاز |
| ----- | ------ | --------------- | ------ |
|       | ۱      | بروس مک‌لارن     | ۱۴     |
| ۴     | ۲      | استیرلینگ ماس   | ۸      |
| ۱     | ۳      | کلیف آلیسون     | ۶      |
| ۵     | ۴      | فیل هیل         | ۴      |
| ۲     | ۵      | کارلوس مندیتگای | ۳      |
| منبع: |        |                 |        |

|       | جایگاه | سازنده       | امتیاز |
| ----- | ------ | ------------ | ------ |
|       | ۱      | کوپر-کلیمکس  | ۱۴     |
|       | ۲      | فراری        | ۱۰     |
| ۱     | ۳      | لوتوس-کلیمکس | ۹      |
| ۱     | ۴      | کوپر-مازراتی | ۳      |
|       | ۵      | بی‌آرام       | ۲      |
| منبع: |        |              |        |

یادداشت
- تنها پنج جایگاه نخست از هر رده‌بندی نمایش داده شده‌است.